# Scutellosaurus
Scutellosaurus war eine kleine, urtümliche Gattung der Vogelbeckensaurier, die im Unterjura lebte.

## Merkmale
Scutellosaurus war ein kleiner Dinosaurier, der eine Länge von 1,2 Metern und ein geschätztes Gewicht von 10 Kilogramm erreichte. Die Hinterbeine waren länger als die Vorderbeine, man nimmt an, dass sich das Tier sowohl quadruped (auf allen vieren) – etwa bei der Nahrungssuche – als auch biped (nur auf den Hinterbeinen) fortbewegen konnte. Sein Körper war von kleinen Hornschuppen bedeckt, die vermutlich in Reihen am Rücken und an den Flanken des Tieres angebracht waren. Die genaue Form und Anordnung der Hunderte von Schuppen, die jedes Tier trug, ist aber unbekannt. Der Schädel hatte zahlreiche kleine, blattförmige Zähne, die an eine pflanzliche Ernährung angepasst waren.

## Entdeckung und Benennung
Fossilien von Scutellosaurus wurden bei Kayenta im US-Bundesstaat Arizona entdeckt und 1981 von Edwin Harris Colbert erstbeschrieben. Es wurden Teile des Schädels und des postkranialen Skeletts von mindestens zwei Individuen gefunden. Der Name (scutellum = „kleines Schild“) spielt auf die Knochenschuppen der Tiere an. Einzige Art und damit Typusart ist S. lawleri. Die Funde werden in den Unteren Jura (Hettangium oder Sinemurium) auf ein Alter von 200 bis 190 Millionen Jahre datiert.

## Systematik
Scutellosaurus wird systematisch innerhalb der Vogelbeckensaurier an der Basis der Thyreophora eingeordnet, der gepanzerten Dinosaurier, zu denen unter anderem Stegosauria und Ankylosauria zählen. Er gilt dabei als urtümlichster Vertreter der Thyreophora und als Schwestertaxon aller übrigen Vertreter dieser Gruppe.